# Даллас (футбольный клуб)
«Да́ллас» (англ. FC Dallas) — американский футбольный клуб из города Даллас, штата Техас, выступающий в MLS, высшей футбольной лиге США и Канады. Представляет Западную конференцию. Один из десяти клубов, основавших лигу в 1996 году. С 1996 по 2004 год был известен под названием «Даллас Бёрн» (Dallas Burn). С 2005 года команда выступает на футбольном стадионе «Тойота Стэдиум», расположенном в городе Фриско, северном пригороде Далласа. До этого домашней площадкой «Далласа» был «Коттон Боул».

## История

### «Даллас Бёрн»
6 июня 1995 года было объявлено о том, что в Далласе будет создана команда MLS. Новый клуб получил название «Бёрн» в честь горящих нефтяных полей Техаса и жаркого климата штата. Первым футболистом клуба стал известный мексиканец Уго Санчес, заключивший контракт с клубом 17 октября 1995 года.
Первая игра в истории команды состоялась 14 апреля 1996 года. В серии пенальти «Даллас» уступил «Сан-Хосе Клэш». Пятью днями позже команда одержала свою первую победу — со счётом 3:0 были обыграны «Канзас-Сити Уизардс». Первый мяч в истории клуба забил Джейсон Крайс.
В первом сезоне в лиге «Даллас» одержал 17 побед при 15 поражениях и занял второе место в конференции. В первом раунде плей-офф команда уступила «Уизардс» в серии из трёх матчей. Дебют в Открытом кубке США завершился поражением от «Ди Си Юнайтед» в полуфинале со счётом 0:2.
В следующем сезоне «Даллас» вновь вышел в плей-офф, где в финале Конференции уступил «Колорадо Рэпидз». 29 октября 1997 года «Бёрн» выиграли свой первый трофей — Открытый кубок США. В финале в серии пенальти были обыграны «Ди Си Юнайтед».
В 1999 году Джейсон Крайс получил приз MVP чемпионата, став первым игроком, забившим 15 мячей и отдавшим 15 голевых передач. Сезон завершился поражением от «Лос-Анджелес Гэлакси» в финале конференции.
В октябре 2000 года пост главного тренера покинул Дейв Дир, пять раз подряд выводивший команду в плей-офф. В январе 2001 года его сменил Майк Джеффриз, выигрывавший Кубок MLS и два Открытых кубка США с «Чикаго Файр». Повторить успех с «Далласом» ему не удалось и в сентябре 2003 года он был уволен.
В начале сезона 2004 главным тренером команды стал бывший игрок сборной Северной Ирландии Колин Кларк. В августе 2004 года клуб сменил название на ФК «Даллас» и переехал на новый стадион в пригороде Далласа — Фриско.

### ФК «Даллас»
В марте 2005 года был подписан контракт с гватемальским форвардом Карлосом Руисом, который забил 50 мячей в 72 играх за «Гэлакси» и помог клубу выиграть Кубок MLS в 2002 году. 6 августа состоялся первый матч на новом стадионе «Пицца Хат Парк» — игра против «Метростарз» завершилась ничьей 2:2. «Даллас» впервые за два сезона попал в плей-офф, где уступил в первом раунде «Колорадо». В 2006 году техасцы стали лучшими в Западной конференции, но вновь вылетели в первом раунде плей-офф, после чего Колин Кларк был отправлен в отставку.
Пост главного тренера занял Стив Морроу. В 2007 году команда вышла в плей-офф, но снова оступилась на первом же этапе, проиграв другому представителю Техаса — «Хьюстон Динамо». В сезонах 2005 и 2007 «Даллас» также выходил в финал Открытого кубка США, но оба раза проигрывал решающие матчи. В 2008 и 2009 году команда в плей-офф не попадала. В 2009 году контракт с клубом заключил Брайан Лейва, ставший первым воспитанником клубной академии, попавшим в основной состав.
В сезоне 2010 команда под руководством Шелласа Хайндмана дошла до финала Кубка MLS, где уступила «Колорадо» со счётом 1:2. Наставник команды получил приз лучшему тренеру года, а колумбийский защитник Давид Феррейра был назван MVP лиги. Дойдя до финала, «Даллас» также получил право участвовать в Лиге чемпионов.
В октябре 2013 года после двух непопаданий в плей-офф в отставку был отправлен Хайндман. Спустя три месяца вакантный пост занял бывший игрок клуба Оскар Пареха. Под его руководством команда в 2014 и 2015 году выходила в плей-офф, а благодаря удачному выступлению в регулярном чемпионате квалифицировалась в Лигу чемпионов. На групповом этапе Лиги чемпионов КОНКАКАФ 2016/2017 команда заняла первое место, а в четвертьфинале в двухраундовом поединке обыграла со счётом «Арабе Унидо». Однако, в полуфинале с разницей в один мяч «Даллас» уступил мексиканскому клубу «Пачука».
В 2016 году клуб впервые стал победителем регулярного чемпионата MLS и во второй раз завоевал Открытый кубок США. По окончании сезона 2018 Оскар Пареха покинул «Даллас» по согласию сторон.
В декабре 2018 года главным тренером «Далласа» был назначен Лучи Гонсалес, прежде руководивший академией клуба.
В 2019 году «Даллас» запустил свой фарм-клуб в Лиге один ЮСЛ — «Норт Тексас».

## Символика

### Форма

#### Домашняя
| 1996—1997 | 1997—1998 | 1998—2000 | 2000—2001 | 2001—2003 | 2003—2005  | 2005—2006 | 2006—2008 | 2008—2010 | 2010—2012 | 2012—2014 |
| 2014—2016 | 2016—2018 | 2018—2020 | 2020—2022 | 2022—2024 | 2024—н. в. |           |           |           |           |           |

#### Гостевая
| 1996—1997 | 1997—1998 | 1998—2000 | 2000—2001 | 2001—2003 | 2003—2005  | 2005—2006 | 2006—2008 | 2008—2010 | 2010—2012 | 2012—2015 |
| 2015—2017 | 2017—2019 | 2019—2021 | 2021—2023 | 2023—2025 | 2025—н. в. |           |           |           |           |           |

#### Резервная
| 2001—2003 |

#### Специальная
| 2006—2007 | 2018—2019 | 2019—2020 | 2021—2022 | 2022—2023 | 2023—2024 |

Источники:,

### Экипировка
| Период     | Производитель | Период     | Титульный спонсор                                 | Период     | Рукавный спонсор |
| ---------- | ------------- | ---------- | ------------------------------------------------- | ---------- | ---------------- |
| 1996—2001  | Nike          | 2012—2021  | AdvoCare                                          | 2020—н. в. | AdvoCare         |
| 2001—2005  | Atletica      | 2021—2023  | MTX                                               | 2020—н. в. | AdvoCare         |
| 2005—н. в. | Adidas        | 2023—н. в. | Children's Health/ UT Southwestern Medical Center | 2023—н. в. | Apple TV+        |

## Текущий состав
| №  |                | Поз. | Имя                | Год рождения |
| -- | -------------- | ---- | ------------------ | ------------ |
| 1  | Флаг США       | Вр   | Джимми Маурер      | 1988         |
| 2  | Флаг Бразилии  | Защ  | Джоване Жезус      | 2001         |
| 3  | Флаг Испании   | Защ  | Хосе Мартинес      | 1993         |
| 4  | Флаг США       | Защ  | Марко Фарфан       | 1998         |
| 5  | Флаг Аргентины | ПЗ   | Факундо Киньон     | 1993         |
| 6  | Флаг США       | ПЗ   | Эдвин Серрильо     | 2000         |
| 7  | Флаг США       | Нап  | Пол Арриола        | 1995         |
| 8  | Флаг Колумбии  | Нап  | Хадер Обриан       | 1995         |
| 9  | Флаг Испании   | Нап  | Хесус Хименес      | 1993         |
| 10 | Флаг США       | Нап  | Хесус Феррейра     | 2000         |
| 12 | Флаг США       | ПЗ   | Себастьен Ллетджет | 1992         |
| 13 | Флаг США       | Вр   | Антонио Каррера    | 2004         |
| 16 | Флаг ЮАР       | Нап  | Цики Нцабеленг     | 1998         |

| №  |                  | Поз. | Имя              | Год рождения |
| -- | ---------------- | ---- | ---------------- | ------------ |
| 17 | Флаг США         | Защ  | Нкоси Тафари     | 1997         |
| 19 | Флаг США         | ПЗ   | Пакстон Помикал  | 1999         |
| 20 | Флаг Аргентины   | Нап  | Алан Веласко     | 2002         |
| 21 | Флаг Колумбии    | Нап  | Хосе Мулато      | 2003         |
| 22 | Флаг Ганы        | Нап  | Эма Твумаси      | 1997         |
| 24 | Флаг Албании     | Защ  | Амет Корча       | 2000         |
| 25 | Флаг США         | Защ  | Себастьен Ибеага | 1992         |
| 27 | Флаг США         | Нап  | Эрберт Эндели    | 2001         |
| 29 | Флаг США         | Защ  | Сэм Джунка       | 1996         |
| 30 | Флаг Нидерландов | Вр   | Мартен Пас       | 1998         |
| 32 | Флаг США         | Защ  | Нолан Норрис     | 2005         |
| 41 | Флаг США         | Нап  | Тарик Скотт      | 2005         |
| 77 | Флаг Танзании    | ПЗ   | Бернар Камунго   | 2002         |

### Игроки в аренде
| \| № \| \| Поз. \| Имя \| Год рождения \| \| -- \| \| ---- \| ------------------------------------------- \| ------------ \| \| 15 \| \| Нап \| Айзея Паркер (в аренде в «Сан-Антонио») \| 2002 \| \| 23 \| \| Защ \| Коллин Смит (в аренде в «Бирмингем Легион») \| 2003 \| \| \| \| Защ \| Джастин Че (в аренде в «Хоффенхайме») \| 2003 \| \| \| \| Нап \| Данте Сили (в аренде в «Йонг ПСВ») \| 2003 \| |          |      |                                             |              |
| № |          | Поз. | Имя                                         | Год рождения |
| 15 | Флаг США | Нап  | Айзея Паркер (в аренде в «Сан-Антонио»)     | 2002         |
| 23 | Флаг США | Защ  | Коллин Смит (в аренде в «Бирмингем Легион») | 2003         |
| | Флаг США | Защ  | Джастин Че (в аренде в «Хоффенхайме»)       | 2003         |
| | Флаг США | Нап  | Данте Сили (в аренде в «Йонг ПСВ»)          | 2003         |

## Тренеры
- Дейв Дир[англ.] (1996—2000)
- Майк Джеффриз (2001—2003)
- Колин Кларк (2003—2006)
- Стив Морроу (2006—2008)
- Марко Ферруцци[англ.] (2008, и. о.)
- Шеллас Хайндман (2008—2013)
- Оскар Пареха (2014—2018)
- Лучи Гонсалес[англ.] (2019—2021)
- Нико Эстевес[англ.](2021—2024)н. в.
- Петер Люксен (2024, и. о.)
- Эрик Квилл[англ.] (2024—н. в.)

## Достижения
- Финалист Кубка MLS (1): 2010

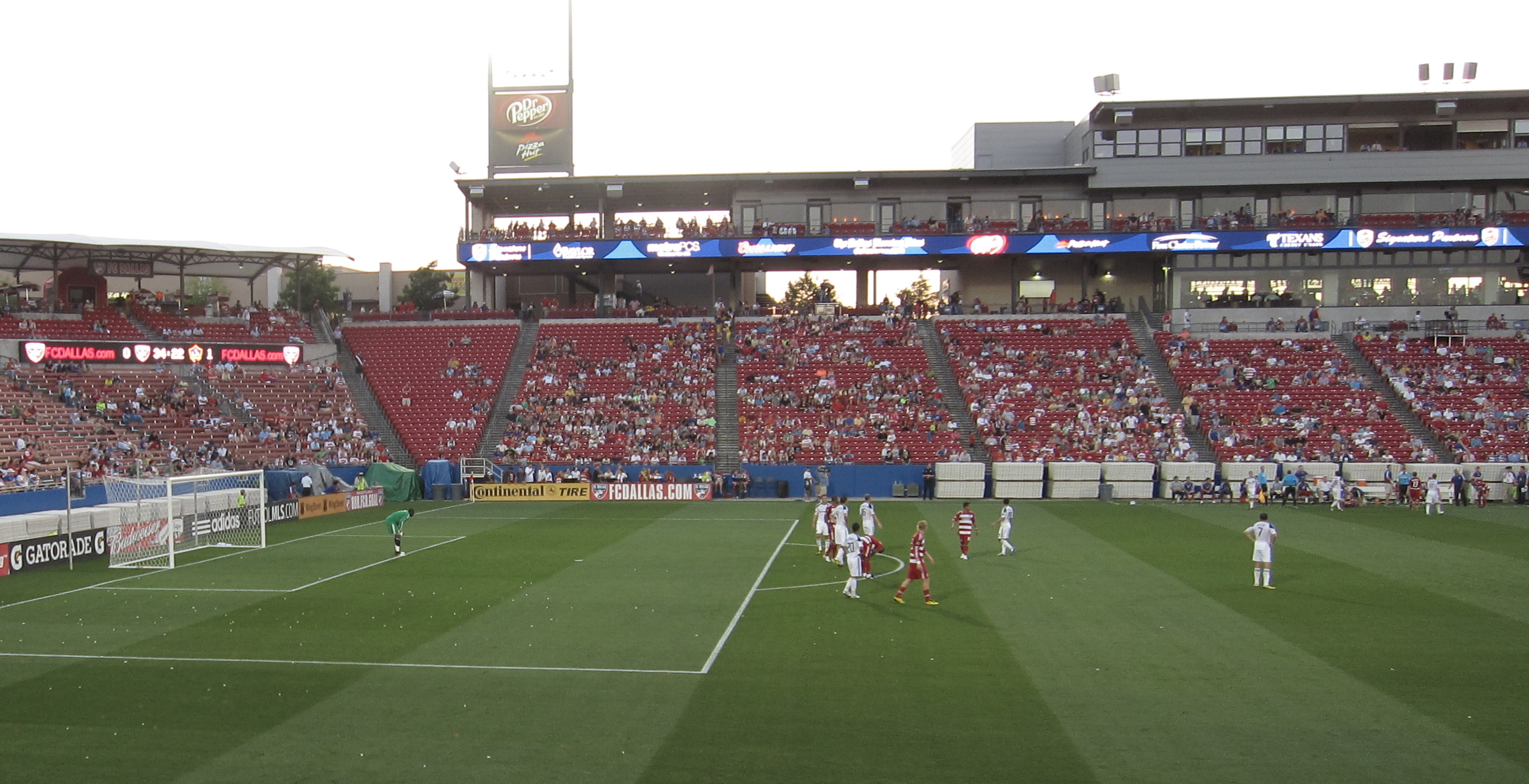
Матч «Далласа» против «Лос-Анджелес Гэлакси» на домашнем поле 20 мая 2010 года

- Обладатель Supporters’ Shield (1): 2016
- Победитель Открытого кубка США (2): 1997, 2016
- Финалист Открытого кубка США (2): 2005, 2007

## Стадионы
- «Коттон Боул» (1996—2002, 2004—2005)
- «Дрэгон Стэдиум» (2003)
- «Тойота Стэдиум» (2005 — н. в.), ранее назывался «Пицца Хат Парк» (2005—2012), «Эф Си Даллас Стэдиум» (2012—2013)